# 瑙奥尔特
瑙奥尔特是德国莱茵兰-普法尔茨州的一个市镇。总面积6.42平方公里，总人口2289人，其中男性1103人，女性1186人（2011年12月31日），人口密度357人/平方公里。